# La Casilla
La Casilla ist eine Ortschaft in Uruguay.

## Geographie
Sie befindet sich auf dem Gebiet des Departamento Flores in dessen Sektor 4. La Casilla liegt nordwestlich von Cerro Colorado und südlich der Departamento-Hauptstadt Trinidad.

## Infrastruktur
Durch La Casilla führt die Ruta 23.

## Einwohner
La Casilla hatte bei der Volkszählung im Jahre 2011 181 Einwohner, davon 86 männliche und 95 weibliche.
| Jahr | Einwohner |
| ---- | --------- |
| 1985 | -         |
| 1996 | 93        |
| 2004 | 181       |
| 2011 | 181       |

Quelle: Instituto Nacional de Estadística de Uruguay